# Čifluk Razgojnski
Čifluk Razgojnski (em cirílico: Чифлук Разгојнски) é uma vila da Sérvia localizada no município de Leskovac, pertencente ao distrito de Jablanica, na região de Jablanica. A sua população era de 313 habitantes segundo o censo de 2002.

## Demografia
| 1948 | 1953 | 1961 | 1971 | 1981 | 1991 | 2002 | 2011 |
| ---- | ---- | ---- | ---- | ---- | ---- | ---- | ---- |
| 466  | 469  | 443  | 425  | 413  | 372  | 335  | 313  |